# Club de Fútbol Pachuca (femminile)
Il Club de Fútbol Pachuca femenil, citata anche come Pachuca femenil o più semplicemente Pachuca, è una squadra di calcio femminile messicana, sezione dell'omonimo club con sede a Pachuca, capitale dello stato di Hidalgo e del comune omonimo. Fondata nel 2017, milita in Liga MX Femenil, livello di vertice del campionato messicano di categoria, e gioca gli incontri casalinghi allo Stadio Hidalgo, impianto dalla capienza di 25 992 spettatori che condivide con la squadra maschile del club.